# Les Blessures du silence
Les Blessures du silence est un livre de Yolande Mukagasana. C'est un livre de mémoire contenant des récits de personnes ayant vécu le génocide de 1994 au Rwanda.

## Description
Les Blessures du silence est paraît aux éditions Actes Sud en 2001 et qui reçoit le soutien de Médecins sans frontières.

### Écriture du livre
La rencontre avec le photographe Alain Kazinierakis lui donne l'opportunité de documenter ce projet qu'il lui tient à cœur depuis de longs moments. Ils voyagent au Rwanda, rencontrent et écoutent des survivants et des bourreaux. Le travail de collecte des témoignages réalisés sur plusieurs mois en parcourant les collines, villes et prisons du Rwanda rappelle un passé difficile et douloureux à l'auteure.

### Collecte des témoignages
Associée au photographe, elle essaie de faire s'exprimer la douleur des blessures profondes pour que ces dernières ne se perdent pas dans le silence. Les entretiens sont difficiles et douloureux. Elle se heurte à la difficulté de dire l'indicible; les témoins se terrent dans le silence et Yolande utilise sa propre expérience pour arriver à faire sortir des paroles des bouches,.

### Contenu
Les Blessures du silence contient des témoignages de survivants et de bourreaux du génocide des Tutsis au Rwanda. L'ouvrage recense de nombreux témoignages de personnes victimes de la haine et de l'idéologie du génocide. Il contient des photos de témoins. L'auteure est une survivante du génocide des Tutsis au Rwanda. Après être restés silencieuse de nombreuses années, elle décide de la rédaction de l'ouvrage pour rompre les silences des victimes pesant sur ce génocide.
Le livre parle de Béata, de Clémence, d'Edouard, un bourgmestre juste ayant empêché le génocide dans sa commune, d'Évariste, un enfant ayant 10 ans quand on l'a forcé à tuer et qui n'a jamais pu se "construire".

« Pour qu’on ne puisse plus taire ce qui s’est passé, pour que « ça » ne se reproduise plus, pour la mémoire des siens, pour que ses enfants ne soient pas « qu’une statistique de l’ONU », de ceux qui les ont abandonnés à leurs bourreaux. Elle veut rompre le silence qui continue de peser sur le génocide. Parce que le silence tue. »

« Quand on a crié au monde entier qu’on allait nous exterminer, le monde a gardé le silence. »

## Réactions
- Le livre fait l'objet d'un film de Léandre-Alain Baker en 2015[6],[7],[8].

## Éditions
- Les Blessures du silence, Actes Sud, 2001  (ISBN 9782742735631)